# Зелёная (Красиловский район)
Зелёная (укр. Зелена) — село в Красиловском районе Хмельницкой области Украины.
Население по переписи 2001 года составляло 294 человека. Почтовый индекс — 31012. Телефонный код — 3855. Занимает площадь 1,631 км². Код КОАТУУ — 6822780402.

## Местный совет
31021, Хмельницкая обл., Красиловский р-н, с. Васьковчики, ул. Ленина, 1